# Сунан Ибн Маджа
Сунан Ибн Ма́джа (араб. سنن ابن ماجه‎) — сборник хадисов, написанный Ибн Маджа и входящий в число шести самых авторитетных суннитских сборников хадисов (Кутуб ас-ситта).

## Содержание
Сборник содержит более 4000 хадисов, разделён 32 книги (кутуб) и 1500 глав (абваб). В нём представлены не только достоверные хадисы, но и «слабые». Большинство суннитских богословов ставят этот сборник на шестое место среди шести самых авторитетных сборников хадисов (Кутуб ас-ситта). Некоторые богословы (ан-Навави и Ибн Хальдун) исключали «Сунан» из списка авторитетных, другие заменяли его либо на Муватта имама Малика, либо на Сунан ад-Дарими. Впервые официально он был включён в Кутуб ас-ситта в XI веке исламским богословом Ибн аль-Кайсарани.